# Lol Mahamat Choua

Lol Mahamat Choua (Mao, 15 de junho de 1939 – N'Djamena, 15 de setembro de 2019) foi um político chadiano que serviu como chefe de Estado de seu país por quatro meses em 1979. Ele foi o presidente da Coligação para a Democracia e Progresso (RDP), um partido político.

## Biografia
Um adepto do Islã e um membro dos canembus, Choua chegou ao poder durante a Primeira Guerra civil do chade. O Movimento Popular para a Libertação do Chade (MPLT), um grupo rebelde canembu apoiado pela Nigéria, juntamente com o governo central, das Forças Armadas do Norte (FAN) e das Forças Armadas Populares (FAP) foram os principais combatentes. Quando uma conferência de paz foi organizada em Kano, na Nigéria, o MPLT, que sofreu com a falta de membros, escolheu Lol para chefiar sua delegação ao encontro.
Sob pressão da Nigéria, Lol foi feito chefe do Governo de Transição de Unidade Nacional em 29 de Abril de 1979 pelos quatro facções presentes em Kano. O GUNT incluiu 21 ministros, dos quais 11 eram nortistas e sulistas eram 10. Goukouni Oueddei, chefe do FAP, se tornou ministro do Interior, Hissène Habré tornou-se ministro da Defesa, e Wadel Abdelkader Kamougué, líder das Forças Armadas do Chade (FAT), tornou-se vice-presidente. Mas o governo de transição excluíu todas as forças pró-líbias; foi chamado de Conselho Revolucionário Democrático, e foi liderado por Ahmat Acil, um árabe. O problema do governo rival, e a resistência do governo de transição a influência da Nigéria, levou a duas novas conferências de paz, desta vez em Lagos, na Nigéria. Em 21 de agosto, um acordo entre todas as facções, incluindo as do CDR, foi assinado; tornou-se conhecido como o acordo de lagos. O acordo trouxe à substituição de Choua com Goukouni como chefe do governo de transição, um ato que foi realizado em 3 de setembro. Choua serviu como ministro no governo de Habré, começando em 1982. Idriss Déby derrubou Habré em 1990, ele legalizou partidos da oposição em 1992. A partir de 15 de janeiro de 1993 a 7 de abril de 1993, a Conferência Nacional Soberana, que iniciou a transição para eleições multipartidárias, foi realizada. Entre as decisões da conferência uma delas foi o de formar um corpo legislativo de transição, o Conselho Superior de Transição (Conselho Superior da transição, ou CST), composto por 57 membros, que tiveram Choua como seu presidente. Choua serviu como presidente da CST até que ele entrou em conflito com Déby, e como resultado, a CST o substituiu por Mahamat Bachir, um legalista de Déby do Movimento Patriótico de Salvação (MPS), em 15 de outubro de 1994.
Em junho de 1996, as primeiras eleições presidenciais multipartidárias na história do Chade foram realizadas. Choua foi o quinto colocado, levando 5,93% dos votos, enquanto Déby ganhou no segundo turno, realizado em julho. Ele foi eleito para a Assembleia Nacional como candidato do RDP no primeiro turno da eleição parlamentar de 1997. Na eleição presidencial de 2001, o RDP apoiou Déby, e o partido, em aliança com Movimento de salvação Patriótica de Déby (MPS), ganhou 12 assentos (de um total de 155) nas eleições parlamentares de abril de 2002. Choua foi reeleito para a Assembleia Nacional como candidato do RDP pelo círculo eleitoral no Departamento de Kanem. Choua é o presidente do Grupo Parlamentar RDP na Assembleia Nacional. Em 2005, durante o referendo constitucional sobre a eliminação do limite de mandatos presidenciais, Choua e seu partido boicotaram a votação. Na sequência de um acordo em Agosto de 2007 entre os partidos políticos sobre os preparativos para uma nova eleição parlamentar em 2009, Choua dirigiu uma comissão para supervisionar a implementação do acordo. De acordo com a RDP, em 3 de fevereiro de 2008, durante uma batalha entre as forças governamentais e os rebeldes pelo controle de N'Djamena, Choua foi detido por membros da guarda presidencial, que "agiram com brutalidade ", e foi levado na parte de trás. Seguindo expressões internacionais de interesse sobre o destino de Choua e dois políticos da oposição (Ibni Oumar Mahamat Saleh e Ngarlejy Yorongar) que também foram detidos, o ministro do Interior, Ahmat Mahamat Bachir disse em 14 de fevereiro que Choua tinha sido "encontrado" e que ele ainda estava vivo. Também em 14 de fevereiro, o Ministério dos Negócios Estrangeiros francês disse que o embaixador francês no Chade tinha sido autorizado a visitar Choua, que estava sendo mantido em uma prisão militar. Em 16 de fevereiro, o ministro das Comunicações Hourmadji Moussa Doumgor disse que Choua foi detido com prisioneiros de guerra. O ministro do Exterior Ahmad Allam-Mi, disse em 22 de fevereiro que Choua tinha sido encontrado trabalhando com os rebeldes em delito flagrante e estava sendo realizada uma investigação. Em 26 de fevereiro, o governo anunciou que Choua estava sendo colocado sob prisão domiciliar.